# Japonesque
Japonesque es el décimo quinto álbum de estudio de la cantante japonesa Kumi Kōda, lanzado al mercado el día 25 de enero del año 2012 bajo el sello urbano rhythm zone.

## Detalles
El álbum es lanzado en celebración de su décimo aniversario y viene en 4 versiones diferentes, cada una mostrando una portada diferente con contenidos distintos:CD, CD + DVD, CD + 2DVD y CD + regalos. 
Muy parecido a su álbum Kingdom. Cada canción tiene su video correspondiente con la excepción de la introducción y el interludio.

## Lista de canciones
| CD  |                                                         |                                                                      |                                                           |                                                                   |          |  |
| N.º | Título                                                  | Letras                                                               | Música                                                    | Arranger(s)                                                       | Duración |  |
| 1.  | «Introduction ~JAPONESQUE~»                             | Maria Marcus                                                         | Maria Marcus                                              | Maria Marcus                                                      | 1:28     |  |
| 2.  | «So Nice» (featuring Mr. Blistah)                       | Kumi Koda                                                            | Bardur Haberg, Andrew Lane, Kasey Monroe                  | Bardur Haberg                                                     | 2:44     |  |
| 3.  | «Boom Boom Boys»                                        | Kumi Koda, Toby Gad, Lindy Robbins, Caterina Torres                  | Kumi Koda, Toby Gad, Lindy Robbins, Caterina Torres       | Toby Gad                                                          | 3:28     |  |
| 4.  | «V.I.P. (Album Version)» (featuring T-Pain)             | Kumi Koda, Toby Gad, Jessica Cornish, T-PAIN                         | Kumi Koda, Toby Gad, Jessica Cornish, T-PAIN              | Toby Gad                                                          | 3:24     |  |
| 5.  | «Slow» (featuring Omarion)                              | Kumi Koda                                                            | Tommy Clint                                               |                                                                   | 3:50     |  |
| 6.  | «Brave»                                                 | Kumi Koda                                                            | Hitoshi Harukawa                                          | Daisuke Kahara, Shinjiroh Inoue, Udai Shika (Strings Arrangement) | 5:08     |  |
| 7.  | «Everyday»                                              | Kumi Koda, HIRO                                                      | HIRO                                                      |                                                                   | 4:03     |  |
| 8.  | «IN THE AIR»                                            | Kumi Koda                                                            | Fast Lane, Erik Lidbom                                    | Erik Lidbom                                                       | 4:09     |  |
| 9.  | «You are not alone» (Acoustic Version)                  | Kumi Koda                                                            | Takuya Harada                                             |                                                                   | 4:41     |  |
| 10. | «Interlude ~JAPONESQUE~»                                |                                                                      | Martin Svensson                                           |                                                                   | 1:17     |  |
| 11. | «ESCALATE»                                              | Kumi Koda, Akira                                                     | Akira                                                     |                                                                   | 3:13     |  |
| 12. | «Love Me Back»                                          | Kumi Koda                                                            | Matthew Tishler, Liz Rodrigues                            | Matthew Tishler                                                   | 2:57     |  |
| 13. | «No Man's Land»                                         | Kumi Koda, Mr.Blistah, Pete Kirtley, Jorge Mhondera, Samiya Berrabah | Mr.Blistah, Jorge Mhondera, Pete Kirtley, Samiya Berrabah |                                                                   | 4:27     |  |
| 14. | «Ai wo Tomenaide» (愛を止めないで; Don't Stop the Love) | Kumi Koda                                                            | Naohisa Taniguchi                                         | Naohisa Taniguchi, Hitoshi Munakata (Strings Arrangement)         | 5:28     |  |
| 15. | «KO-SO-KO-SO»                                           | Kumi Koda, Allan P Grigg, Kenichi Takemoto                           | Kumi Koda, Allan P Grigg, Kenichi Takemoto                |                                                                   | 3:19     |  |
| 16. | «Lay Down»                                              | Kumi Koda, Matthew Tishler, Adam Royce, Kat Lucas                    | Matthew Tishler, Adam Royce, Kat Lucas                    | A Beatard, Matthew Tishler                                        | 3:42     |  |
| 17. | «Love Technique»                                        | Kumi Koda                                                            | Seogy, Genie                                              | Genie                                                             | 3:04     |  |
| 18. | «Poppin'love cocktail» (featuring Teeda)                | Kumi Koda, TEEDA                                                     | Back-On                                                   | Back-On&Jin                                                       | 5:07     |  |
| 19. | «All for You»                                           | Kumi Koda                                                            | Hi-Yunk                                                   | Hi-Yunk                                                           | 5:23     |  |

| DVD1: Music Video Clips (CD+DVD, CD+2DVD) |                                             |             |          |  |
| N.º                                       | Título                                      | Director(s) | Duración |  |
| 1.                                        | «Poppin'love cocktail»                      |             | 4:48     |  |
| 2.                                        | «Boom Boom Boys»                            |             | 3:28     |  |
| 3.                                        | «No Man's Land»                             |             | 4:32     |  |
| 4.                                        | «V.I.P. (Album Version)» (featuring T-Pain) |             | 3:53     |  |
| 5.                                        | «KO-SO-KO-SO»                               |             | 3:20     |  |
| 6.                                        | «Lay Down»                                  |             | 3:46     |  |
| 7.                                        | «ESCALATE»                                  |             | 3:18     |  |
| 8.                                        | «Love Me Back (Album Version)»              |             | 3:58     |  |
| 9.                                        | «So Nice»                                   |             | 2:45     |  |
| 10.                                       | «Slow»                                      |             | 4:11     |  |
| 11.                                       | «IN THE AIR»                                |             | 4:20     |  |
| 12.                                       | «Everyday»                                  |             | 4:02     |  |
| 13.                                       | «Love Technique»                            |             | 3:18     |  |
| 14.                                       | «You are not alone (Acoustic Version)»      |             | 4:53     |  |
| 15.                                       | «Ai wo Tomenaide»                           |             | 5:35     |  |
| 16.                                       | «Brave»                                     |             | 5:18     |  |
| 17.                                       | «All for You»                               |             | 10:52    |  |

| DVD2 - TV-CMs + Bonus Content (CD+2DVD) |                                                             |          |  |
| N.º                                     | Título                                                      | Duración |  |
| 1.                                      | «Live Best Performances Top 20»                             |          |  |
| 2.                                      | «1st album affection TV-CM»                                 |          |  |
| 3.                                      | «2nd album grow into one TV-CM»                             |          |  |
| 4.                                      | «3rd album feel my mind TV-CM»                              |          |  |
| 5.                                      | «4th album secret - TV-CM»                                  |          |  |
| 6.                                      | «5th album Black Cherry - TV-CM»                            |          |  |
| 7.                                      | «6th album Kingdom - TV-CM»                                 |          |  |
| 8.                                      | «7th album TRICK Commercial - TV-CM»                        |          |  |
| 9.                                      | «8th album Best ~third universe & 8th AL. UNIVERSE - TV-CM» |          |  |
| 10.                                     | «9th album Dejavu Commercial - TV-CM»                       |          |  |

- Datos: Q539716